# 池上忠治
池上 忠治（いけがみ ちゅうじ、1936年7月30日 - 1994年6月28日）は、日本の西洋美術史学者。フランスの近世・近代美術が専門。

## 生涯
新潟県出身。東京大学文学部美学美術史学科卒、同大学院修士課程修了、東大助手、神戸大学文学部助教授、1981年教授。57歳で死去。

## 著書
- 『フランス美術断章』美術公論社 1980
- 『随想 フランス美術』大阪書籍 1984。朝日カルチャーブックス
- 『ゴッホから世紀末へ ヨーロッパ近代美術の旅』小学館ライブラリー 1993

編著
- 『世界版画美術全集 第3巻　ドーミエ/ドレ 諷刺と挿絵の妙技』小川栄二共編著 講談社 1980
- 『現代世界美術全集 第8巻 ドガ』講談社 1980、新版「ヴィヴァン」1996
- 『世界美術大全集西洋編 第22巻　印象派時代』責任編集 小学館 1993
- 『世界美術大全集西洋編 第23巻　後期印象派時代 Ⅰ』責任編集 小学館 1993

訳・解説
- ジュヌヴィエーヴ・ダリダン『日本の彫刻美 フランス彫刻との比較』日本経済新聞社 1964
- 『セザンヌの手紙』ジョン・リウォルド編 筑摩書房・筑摩叢書 1967、新版1985／美術公論社 1982
- 『スーラ』ピエール・クールティヨン解説 美術出版社 1969、新版1994
- ルネ・ユイグ『イメージの力 芸術心理学のために』美術出版社 1969
- アンナ・マリア・ダミジェルラ『現代の絵画 2　印象派の画家たち フランス以外の印象派』中江彬共訳 平凡社 1974
- サミュエル・ビング『藝術の日本』美術公論社 1981。大島清次・芳賀徹・瀬木慎一共訳
- バーナード・デンバー編『印象派全史 1863-今日まで 巨匠たちの素顔と作品』日本経済新聞社 1994。監訳
- ルドルフ・ウイトコウアー『彫刻 その制作過程と原理』 中央公論美術出版 1994。監訳

## 論文
- <池上忠治